# Bingying (sockenhuvudort i Kina, Hubei Sheng, lat 32,11, long 109,94)
Bingying (kinesiska: 兵营, 兵营乡) är en sockenhuvudort i Kina. Den ligger i provinsen Hubei, i den centrala delen av landet, omkring 450 kilometer väster om provinshuvudstaden Wuhan. Antalet invånare är 9 632. Befolkningen består av 4 292 kvinnor och 5 340 män. Barn under 15 år utgör 10,0 %, vuxna 15-64 år 76 %, och äldre över 65 år 12,0 %.
Runt Bingying är det ganska tätbefolkat, med 104 invånare per kvadratkilometer. Närmaste större samhälle är Xinzhou, 8,0 km norr om Bingying. I omgivningarna runt Bingying växer i huvudsak blandskog.
Genomsnittlig årsnederbörd är 1 072 millimeter. Den regnigaste månaden är september, med i genomsnitt 177 mm nederbörd, och den torraste är december, med 5 mm nederbörd.